# 석회암쥐
석회암쥐(Niviventer hinpoon)는 쥐과에 속하는 설치류의 일종이다. 태국 중부 사라부리와 롭부리, 나콘사완의 석회암 카르스트 지형에서만 발견된다. 현재 광산 개발로 석회암 카르스트 지형 서식지가 크게 파편화되었기 때문에 절멸위기종으로 분류되고 있다.

## 같이 보기
- 닐긴꼬리자이언트쥐
- 폴린석회암쥐
- 다오반티엔석회암쥐